# Klaus Nöhles
Klaus Nöhles (Willich, 12 de diciembre de 1976) es un expiloto de motociclismo alemán, que compitió en el Campeonato del Mundo de Motociclismo desde 1997 hasta 2004.

## Biografía
En los primeros tres años de su participación en el Mundial corrió la cilindrada de 125cc a bordo de un Honda, debutando en el Gran Premio de Alemania de 1997 con una wildcar. En las dos primeras temporadas no obtuvo puntos mientras que en 1999 terminó en el puesto 30 gracias a los puntos obtenidos en el Gran Premio de Alemania y GP de la República Checa. En el mismo año también ganó el título europeo de la misma cilindrada.
En 2000 y 2001 da el salto a la categorías de 250cc a bordo de una Aprilia, el segundo año con es piloto oficial de la marca italiana, clasificándose respectivamente al 12.º y 18.º de la general.
En 2002, vuelve a 125 con la Honda, acabando en la posición 26.º. en 2003 y 2004 volvió a 250 con Aprilia.
Al finalizar su carrera, siguió vinculado al motociclismo como técnico de la fábrica de neumáticos Bridgestone.

## Resultados por temporada
| Año  | Clase | Moto    | 1      | 2       | 3       | 4      | 5      | 6       | 7      | 8      | 9       | 10      | 11      | 12      | 13      | 14     | 15      | 16     | Pts. | Pos. |
| ---- | ----- | ------- | ------ | ------- | ------- | ------ | ------ | ------- | ------ | ------ | ------- | ------- | ------- | ------- | ------- | ------ | ------- | ------ | ---- | ---- |
| 1997 | 125cc | Honda   | MAL -  | JPN -   | ESP -   | ITA -  | AUT -  | FRA -   | NED -  | IMO -  | GER 161 | BRA -   | GBR -   | CZE -   | CAT -   | INA -  | AUS -   |        | 0    | -    |
| 1998 | 125cc | Honda   | JPN -  | MAL -   | ESP -   | ITA -  | FRA -  | MAD -   | NED -  | GBR -  | GER 16  | CZE -   | IMO -   | CAT -   | AUS -   | ARG -  |         |        | 0    | -    |
| 1999 | 125cc | Honda   | MAL -  | JPN -   | ESP -   | FRA -  | ITA -  | CAT -   | NED -  | GBR -  | GER 14  | CZE 13  | IMO -   | VAL -   | AUS -   | RSA -  | BRA -   | ARG -  | 5    | 30.º |
| 2000 | 250cc | Aprilia | RSA 14 | MAL Ret | JPN 13  | SPA 8  | FRA 14 | ITA Ret | CAT 15 | NED 18 | GBR 16  | GER 5   | CZE 9   | POR 5   | VAL Ret | BRA 17 | PAC Ret | AUS -  | 45   | 12.º |
| 2001 | 250cc | Aprilia | JPN 14 | RSA 14  | SPA 14  | FRA 12 | ITA 16 | CAT 15  | NED 18 | GBR 12 | GER Ret | CZE 11  | POR 11  | VAL DNQ | PAC -   | AUS -  | MAL -   | BRA -  | 25   | 18.º |
| 2002 | 125cc | Honda   | JPN 12 | RSA Ret | SPA Ret | FRA 14 | ITA -  | CAT -   | NED -  | GBR -  | GER 16  | CZE 16  | POR Ret | BRA 9   | PAC 25  | MAL 14 | AUS 18  | VAL 21 | 15   | 26.º |
| 2003 | 250cc | Aprilia | JPN -  | RSA -   | SPA -   | FRA -  | ITA -  | CAT 12  | NED 15 | GBR -  | GER -   | CZE -   | POR -   | BRA -   | PAC -   | MAL -  | AUS -   | VAL -  | 5    | 29.º |
| 2004 | 250cc | Honda   | RSA -  | SPA -   | FRA -   | ITA -  | CAT -  | NED 21  | BRA 16 | GER 21 | GBR 18  | CZE Ret | POR 23  | JPN Ret | QAT 19  | MAL -  | AUS -   | VAL -  | 0    | -    |

| Color     | Resultado                                                               |
| --------- | ----------------------------------------------------------------------- |
| Oro       | Ganador                                                                 |
| Plata     | 2.ª plaza                                                               |
| Bronce    | 3.ª plaza                                                               |
| Verde     | Finalizó en los puntos                                                  |
| Azul      | Finalizó sin puntos                                                     |
| Azul      | NC - No clasificado                                                     |
| Violeta   | Ret - No terminó (Carrera)                                              |
| Rojo      | DNQ - No se clasificó                                                   |
| Negro     | DSQ - Descalificado                                                     |
| Blanco    | DNS - No empezó (carrera)                                               |
| Blanco    | WD - Retirado (fin de semana)                                           |
| Blanco    | C - Carrera cancelada                                                   |
| Sin color | DNP - Inscrito pero no participó                                        |
| Sin color | INJ - Lesionado                                                         |
| Sin color | EX - Excluido                                                           |
| Estado    | Resultado                                                               |
| Negrita   | Pole position                                                           |
| Cursiva   | Vuelta rápida                                                           |
| †         | Abandona, pero clasifica al completar el porcentaje requerido para ello |